# Het Bespaarhuis
Het Bespaarhuis is een rijksmonument in de Nederlandse stad Gouda.

## Beschrijving
Het monumentale pand dateert uit het derde kwart van de 18e eeuw en verving een eerdere bebouwing op deze plaats. Het huis staat op de hoek van de Hoge Gouwe en de Westhaven. De gevel is afgewerkt met een grijze stuclaag, de kozijnen hebben een wit/grijze kleur. De verdiepte kroonlijst met consoles is vormgeven in de Lodewijk XIV-stijl. De gevel van het pand vormt een stompe hoek met zowel de Westhaven en de Gouwe. In 1870 werd hier een deel van de bestaande bebouwing afgebroken waardoor de straatruimte vergroot werd.
In de 18e eeuw droeg het deel van het pand gelegen aan de Westhaven de naam De Oostenrijk. Het deel gelegen aan de Hoge Gouwe heette De Vergulde Druyff. Francois Grendel vestigde hier op het eind van de 18e eeuw een apotheek. Zeven generaties Grendel zouden het vak van apotheker in Gouda beoefenen. Later was het pand in gebruik bij een fotograaf.
Het pand werd op 28 maart 1966 ingeschreven in het rijksmonumentenregister.